# Liste der Bodendenkmäler im Kreis Höxter
Die Liste der Bodendenkmäler im Kreis Höxter umfasst:
- Liste der Bodendenkmäler in Bad Driburg
- Liste der Bodendenkmäler in Beverungen
- Liste der Bodendenkmäler in Borgentreich
- Liste der Bodendenkmäler in Brakel
- Liste der Bodendenkmäler in Höxter
- Liste der Bodendenkmäler in Marienmünster (keine Bodendenkmäler)
- Liste der Bodendenkmäler in Nieheim
- Liste der Bodendenkmäler in Steinheim
- Liste der Bodendenkmäler in Warburg
- Liste der Bodendenkmäler in Willebadessen